# Carl Tietz
Carl Tietz (né le 25 janvier 1831 à Jastrow, arrondissement de Deutsch Krone et mort le 3 août 1874 à Oberdöbling (de)) est un architecte allemand de l'historicisme, ayant vécu et travaillé principalement en Autriche.

## Biographie
Venant d'un milieu modeste, Carl Tietz commence par un apprentissage de maçon puis comme maître d'œuvre auprès d'Eduard Titz (qui n'a aucun lien de parenté avec Carl). En 1852, il obtient son diplôme. La même année, il reste avec Eduard Titz qui est nommé pour la construction du Circus Renz (de) à Vienne. Il s'installe ensuite et devient architecte. Il est l'un des ceux qui ont bâti des bâtiments sur le Ring. Il construit de grands palais dans un style historiciste strict. En 1869, avant d'être malade mental, il a construit 36 lieux dans la capitale. Il meurt dans une clinique psychiatrique privée à Oberdöbling.

## Œuvre

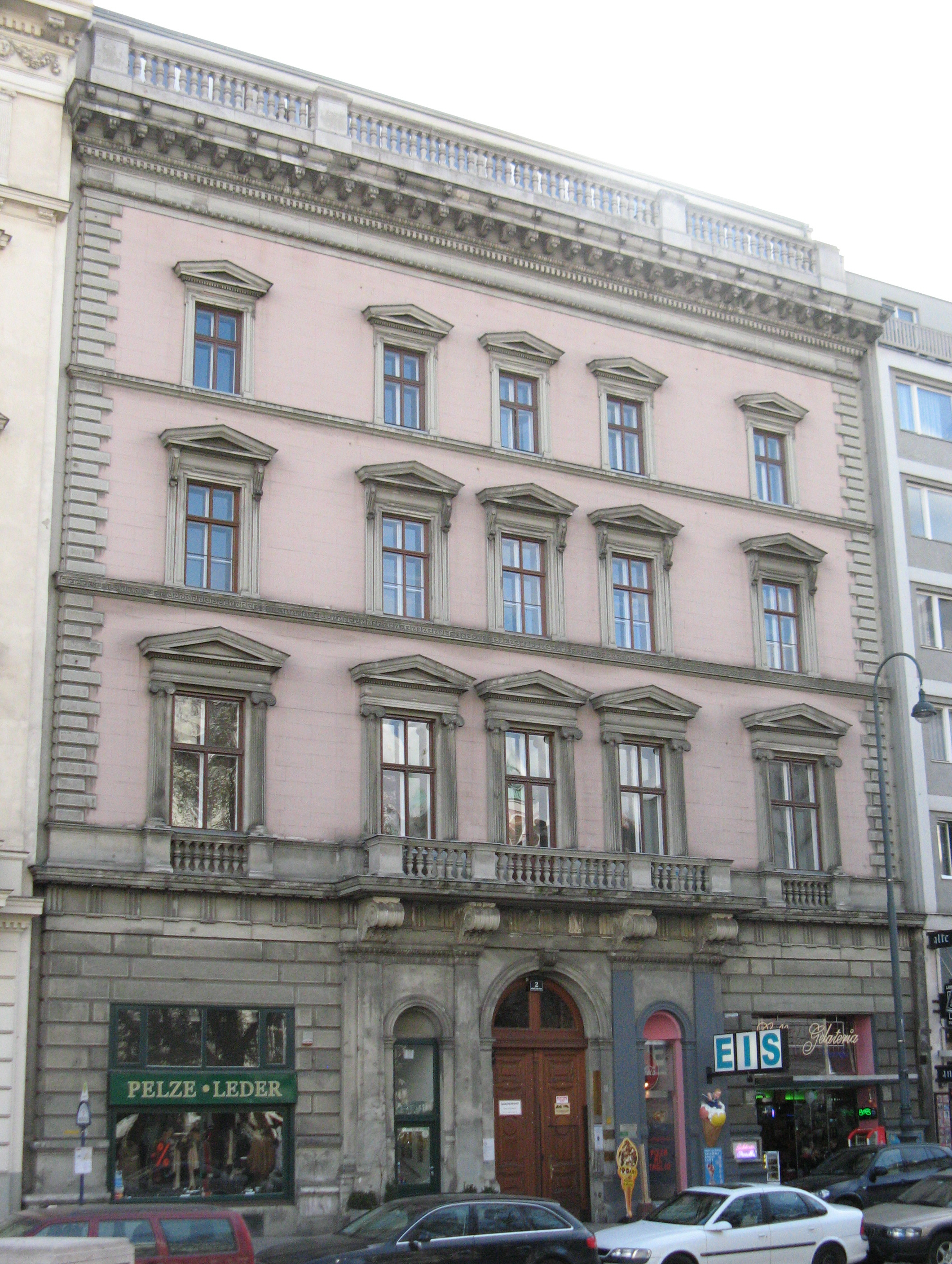
Le, Vienne (1867)

- Circus Renz, Zirkusgasse, Vienne (1853–1854)
- Galvagnihof, Hoher Markt 10–11, Vienne (1854)
- Palais Schlick, Türkenstraße 25, Vienne (1856–1858)
- Grand Hotel Wien, Kärntner Ring 9, Vienne (1861–1865)
- Atelier de Georg Sigl (de), Währinger Straße 59, Vienne (1866)
- Palais Klein (de), Dr.-Karl-Lueger-Platz (de) 2, Vienne (1867)
- Construction de l'Esterhazybade, Vienne (1868)
- Ancien Bürgerspitalfondshaus, Schottenring 28–30, Vienne (1869–1870)
- Résidence, Schottenring 10, Vienne (1870–1871)
- Palais Gutmann (de), Kantgasse 6, Vienne (1871)
- Liesinger Brauhaus